# Sara Crudo
Sara Crudo (Sanremo, 13 aprile 1995) è una cestista italiana.

## Carriera
Disputa 8 campionati italiani giovanili vincendo una medaglia di bronzo nel campionato italiano Giovanile 2012-13 a Sant'Arcangelo di Romagna (Rimini), dove rientra nello starting Five della competizione, premiata nelle 5 migliori atlete d'Italia della categoria U17.
Un anno dopo (2013-14) sempre alle finali nazionali italiane sfiora l'impresa della finale nel torneo e si deve accontentare di un terzo posto, altra medaglia di bronzo del campionato Italiano U19 disputato a Spoleto, dove rientra sempre tra le migliori 5 cestiste d'Italia di categoria. Esordisce in serie A2 a soli 15 anni con la TermoCarispe La Spezia nel 2009-10, con la quale riesce a raggiungere una Coppa Italia.
Dopo aver trascorso tre anni in maglia bianconera, si trasferisce alla Libertas Bologna, dove guadagna minuti e prestazioni importanti (19 punti high score di stagione). Disputa un altro anno a Bologna e dopo di che viene chiamata a giocare nella massima serie, dove esordisce nella stagione 2014-15 con Il basket Parma, in serie A1.
Viene chiamata a Vigarano Mainarda sempre nella massima serie (A1) e termina la stagione a quota 234 punti segnati.
In maglia azzurra partecipa a tutte le manifestazioni e tornei giovanili di categoria dall'Under-13 all'Under-20. Nell'estate 2011 vince insieme alla sua squadra la medaglia di bronzo al campionato europeo Under-16 svolto a Cagliari. Nel 2014, al campionato di Udine è di nuovo medaglia di bronzo al Campionato Europeo per la squadra azzurra.

## Squadre di club
| Anno    | Squadra                                                                           | Serie |
| ------- | --------------------------------------------------------------------------------- | ----- |
| 2010-11 | TermoCarispe La Spezia                                                            | A2    |
| 2011-12 | TermoCarispe La Spezia                                                            | A2    |
| 2012-13 | Libertas Bologna                                                                  | A2    |
| 2013-14 | Libertas Bologna                                                                  | A2    |
| 2014-15 | Lavezzini Parma                                                                   | A1    |
| 2015-16 | Pallacanestro Vigarano                                                            | A1    |
| 2016-17 | Pallacanestro Vigarano                                                            | A1    |
| 2017-18 | MBA Monaco Basket Association Archiviato il 23 febbraio 2020 in Internet Archive. | NF1   |
| 2018-19 | REYER VENEZIA                                                                     | A1    |
| 2019-20 | ALLIANZ GEAS Sesto San Giovanni                                                   | A1    |
| 2020-21 | ALLIANZ GEAS Sesto San Giovanni                                                   | A1    |

## Palmarès
- Medaglia di bronzo Nazionale Under 16
- Medaglia di bronzo Nazionale Under 20
- Coppa Italia di Serie A2: 1 
TermoCarispe La Spezia: 2010-2011

## Campionati internazionali
|             | Squadra | Campionato           | Anno | Paese   |
| ----------- | ------- | -------------------- | ---- | ------- |
| Under-14/15 | Italia  | Trofeo dell'amicizia | 2010 | Spagna  |
| Under-16    | Italia  | Campionati Europei   | 2011 | Italia  |
| Under-18    | Italia  | Campionati Europei   | 2013 | Croazia |
| Under-20    | Italia  | Campionati Europei   | 2014 | Italia  |